# Salamina (Kolumbia)
Salamina – miasto w Kolumbii, w departamencie Caldas.